# Transfert de masse
 (juillet 2017).
Si vous disposez d'ouvrages ou d'articles de référence ou si vous connaissez des sites web de qualité traitant du thème abordé ici, merci de compléter l'article en donnant les références utiles à sa vérifiabilité et en les liant à la section « Notes et références ».
Ne doit pas être confondu avec transfert de charge (automobile).
Dans le vocabulaire automobile, le transfert de masse se rapporte à la redistribution du poids soutenu par chaque pneu pendant l'accélération (longitudinale et latérale). Cela inclut le freinage et la décélération (qui est une accélération négative). Le transfert de masse est un concept crucial en dynamique des véhicules. Cependant celui-ci est généralement moins important pratiquement que le transfert de charge, car le transfert de masse décrit simplement le déplacement du centre de gravité du véhicule, alors que le transfert de charge décrit l'appui de chacune des roues contre le revêtement, ce qui est beaucoup plus intéressant lors du pilotage. En effet, l'adhérence d'une roue dépend de la charge. Cette charge donne une accélération/décélération maximale, à ne pas dépasser sans quoi les roues se bloquent (freinage) ou patinent (accélération).[réf. nécessaire]
Le transfert de masse se produit lorsque le centre de gravité du véhicule se déplace pendant les manœuvres. L'accélération fait pivoter la masse suspendue autour d'un axe géométrique, ce qui a pour résultat la relocalisation du centre de masse. Le transfert de masse d'avant en arrière est proportionnel au rapport entre la hauteur du centre de gravité et l'empattement du véhicule, et le transfert de masse latéral (additionné à l'avant et à l'arrière) est proportionnel au rapport entre la hauteur du centre de gravité et la voie du véhicule.

## Automobile

### Modification du centre de gravité
À titre d'exemple, quand une voiture accélère, on dit qu'un transfert de masse, vers les roues arrière, se produit. Un observateur extérieur peut être témoin de ceci lorsque la voiture se penche visiblement vers l'arrière, ou « s'accroupit ». Réciproquement, en freinage, un transfert de masse vers l'avant de la voiture se produira. En freinage brusque, c'est évident même de l'intérieur de la voiture car le nez « plonge » vers le sol. De même, pendant les changements de direction (accélération latérale), le transfert de masse à l'extérieur de la direction du virage.
Le fait que le véhicule se penche en virage (le roulis) peut être atténué par la présence de barre anti-roulis en exerçant une force tendant à mettre à même niveau la suspension droite et gauche d'un même essieu, et ainsi améliorant le confort et minimisant le transfert de masse, cependant si les irrégularités de la route sous la roue droite et la roue gauche sont différentes cela crée plus d'inconfort, c'est pourquoi sur les 4x4 la barre anti-roulis est peu contraignante.
De plus, la voiture prenant du roulis, l'axe des roues n'est plus perpendiculaire à la route, et le contact entre le pneu et la route se fait moins bien, on peut atténuer ce phénomène en donnant du carrossage.
L'écoulement des liquides dans leurs réservoirs, tels que le carburant, causent également un déplacement du centre de gravité. En outre, pendant que le carburant est consommé, non seulement la position du centre de gravité change, mais tout le poids du véhicule est également réduit.

### Effet du transfert de masse
Le transfert de masse modifie la traction disponible à chacune des quatre roues lorsque la voiture freine, accélère, ou tourne. Par exemple, en raison du transfert vers l'avant du poids lors du freinage, les roues avant exercent la plus grande partie des efforts. Ce déplacement à une paire de pneus effectuant plus de « travail » que l'autre paire a comme conséquence une perte nette de la traction totale disponible. La perte nette peut être attribuée au phénomène connu sous le nom de sensibilité de charge de pneu.
Une exception est lors d'une accélération positive lorsque la puissance de moteur actionne deux roues ou moins. Dans cette situation où tous les pneus ne sont pas utilisés, le transfert de poids peut être avantageux. Ainsi, les voitures les plus puissantes ne sont presque jamais actionnées par des roues avant motrices, car l'accélération elle-même fait diminuer la traction des roues avant. C'est pourquoi les voitures de sport ont toujours des roues motrices à l'arrière ou quatre roues motrices (et dans le cas de quatre roues motrices, la puissance tend à être déplacée vers les roues arrière dans des conditions normales).
Si le transfert de masse (latéral) atteint la charge du pneu sur un côté d'un véhicule, la roue intérieure de ce côté se soulèvera, entraînant un changement de la caractéristique de tenue de route. Si elle atteint la moitié du poids du véhicule, il commencera à basculer. Certains grands camions basculeront avant de déraper, alors que les véhicules de tourisme et les petits camions basculent seulement quand ils quittent la route. L'adaptation des pneus de course à un véhicule haut ou étroit, puis une conduite dure peut mener au renversement.

### Comparaison transfert de masse et transfert de charge
Le transfert de masse est généralement beaucoup moins important pratiquement que le transfert de charge, au moins pour les voitures et les SUV. Par exemple dans un virage à 0,9 g, une voiture avec une voie de 1 650 millimètres et une hauteur de centre de gravité de 550 millimètres verra un transfert de charge de 30 % du poids de véhicule, c'est-à-dire que les roues extérieures auront 60 % de plus de charge qu'avant, et les roues intérieures 60 % de moins. En même temps, le centre de gravité du véhicule se déplacera typiquement latéralement et verticalement, de moins de 30 millimètres relativement à l'aire de contact, menant à un transfert de masse de moins de 2 %.

## Chimie

### Transfert de masse ou transfert de matière en génie chimique
Le transfert de masse est un concept utilisé en génie chimique pour décrire les transports de molécules et d'atomes dans un système. Il s'agit d'une mauvaise traduction de l'anglais "mass transfer". Le terme Transfert de matière est à préférer.